# Boubioz
De Boubioz, ook wel de trechter genaamd, is een karstbron in de noordwestpunt van het meer van Annecy.
De bron bevindt zich in een trechtervormig gat, op een diepte van 80,6 meter en is daarmee ook gelijk het diepste punt van het meer van Annecy. Het water uit de bron is kwelwater uit het massief van Semnoz (1699 m) dat in het meer stroomt met een constante temperatuur van 11,8°C.